# L'inchiesta dell'ispettore Morgan
L'inchiesta dell'ispettore Morgan (Blind Date) è un film del 1959 diretto da Joseph Losey.

## Trama
Ad un appuntamento con l'amante Jacqueline, nell'appartamento di lei, il giovane pittore olandese Jan, figlio di minatori nella zona di Eindhoven, lancia distrattamente il soprabito sopra il cadavere della giovane, disteso su di un divano e approssimativamente dissimulato da qualche tendaggio, e dopo aver trovato sul pavimento una mazzetta da 1000 sterline, è subito raggiunto da uomini della branca londinese di Scotland Yard, messi sull'avviso da una telefonata giunta dal posto.
Jan viene sottoposto dall'ispettore Morgan ad un lungo e paziente interrogatorio, in cui narra le circostanze della sua conoscenza con Jacqueline: dal primo colloquio in una galleria d'arte, sino ai più intimi, ma anche burrascosi, incontri avvenuti nel suo piccolo atelier-domicilio. La perizia medica ha appurato che il decesso è avvenuto a causa di uno shock; non certo un crimine così grave da richiedere la contemporanea presenza di due alti funzionari. Eppure oltre ad essere stato affiancato dall'ambizioso Westover, l'ispettore Morgan è stato blandito, anche con promesse di rapida promozione, dal "grande capo" affinché risolva senza troppo rumore il caso, naturalmente indirizzando le indagini sul malcapitato artista. Si vorrebbe lasciar fuori dalle indagini sir Fenton, astro nascente del Foreign Office britannico, i cui rapporti con la ballerina sono comprovati da diversi assegni spiccati in suo favore.
Morgan decide allora di farsi accompagnare da Jan (col quale, la comune estrazione proletaria, è venuta a creare un'istintiva intesa) all'aeroporto dove il diplomatico è di ritorno da una missione in Germania. Sul luogo, il pittore riconosce in lady Fenton la sua Jacqueline, di cui, pure, aveva creduto di vedere il cadavere. Alla centrale, la donna, dopo aver protestato di non conoscere assolutamente Jan, in un soprassalto di tenerezza per le ingenue dichiarazioni d'amore del giovane si tradirà ammettendo i suoi intrighi per togliere di mezzo la sua rivale.

## Critica
"Jan esce dalla stazione di polizia da uomo libero con la musica in crescendo, lasciandoci a riflettere come potrebbe essere un film di Losey con una buona sceneggiatura." Con questa quasi stroncatura, si esprimeva il biografo di Joseph Losey, a proposito della sceneggiatura di Blind Date, dovuta soprattutto a Ben Barzman, compagno di strada del regista dai tempi di Imbarco a mezzanotte, come Losey allievo di Bertold Brecht e come lui vittima della "lista nera" della HCUA. Tuttavia, a dispetto di una sceneggiatura " artefatta al limite dell'incoerenza " (Jan, sconvolto, riconosce il cadavere di una sconosciuta come quello della sua amica; l'intrigo di lady Fenton è evidentemente approssimativo come pure l'ingenuità con cui la donna lo tradisce), il film ebbe un notevole successo in Inghilterra, tanto che la Paramount se ne assicurò i diritti internazionali, senza rendersi conto che l'odore di comunismo di regista e sceneggiatore ne avrebbero impedito la distribuzione negli USA. Il film fu comunque bene accolto in Francia e, dopo i cattivi risultati commerciali di L'alibi dell'ultima ora e La zingara rossa contribuì al riscatto di Losey in Europa.
L'eccezionale affiatamento tra il regista e Stanley Baker, l'interpretazione di Hardy Krüger, attore tedesco molto noto all'epoca e la cui presenza era stata di grosso aiuto nel raccogliere i finanziamenti del film, l'economia degli spazi di Losey in funzione dei suoi attori, furono tutti elementi di questo successo. Ma, soprattutto, L'inchiesta dell'ispettore Morgan ebbe il merito di denunciare corruzione e "cecità istituzionale" della legge in Inghilterra, anni dopo che negli USA il tema era stato abbondantemente sviscerato nel cinema.
Per quanto in modo più rozzo che in seguito, il film anticipa alcuni elementi portanti della successiva produzione di Losey: in particolare la fluidità nell'affrontare la dimensione temporale (uso insistito del flashback, ulteriormente sviluppato in Messaggero d'amore).